# Vena giugulare
Le vene giugulari sono vene che riportano il sangue carico di anidride carbonica dalla testa al cuore attraverso la vena cava superiore.

## Vene giugulari interne ed esterne
Ci sono due generi di vene giugulari:
- La vena giugulare interna è un tronco venoso che origina alla base del cranio in corrispondenza del foro giugulare. Dall'origine discende nel collo lateralmente alla arteria carotide comune e con essa e il nervo vago forma il fascio vascolo-nervoso del collo. Termina dietro l'articolazione sterno-clavicolare ove si unisce alla vena succlavia per formare la vena anonima (destra e sinistra). Infine, le vene brachiocefaliche sinistra e destra si uniscono per formare la vena cava superiore, che trasporta sangue deossigenato nell'atrio destro del cuore.[1]
- La vena giugulare esterna corre invece più superficialmente sul muscolo sternocleidomastoideo.

Vi è inoltre un'altra vena giugulare, la vena giugulare anteriore, che drena il sangue proveniente dalla zona sottostante la mascella.

## Pressione
La pressione della vena giugulare viene misurata indirettamente e può essere utile per individuare disfunzioni del cuore o dei polmoni.
Nella forma d'onda della pressione delle vene giugulari, le deflessioni verso l'alto corrispondono a (A) contrazione atriale, (C) contrazione ventricolare (e conseguente rigonfiamento del perspicuo nell'atrio destro durante la sistole isovolumica) e (V) riempimento venoso atriale.
Le deflessioni verso il basso corrispondono a (X) l'atrio che si rilassa (e la valvola di perspicua che si muove verso il basso) e (y) il riempimento del ventricolo dopo l'apertura del tricuspide.

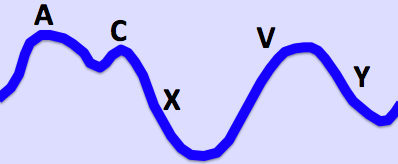
La forma d'onda della pressione venosa giugulare

I componenti dell'onda pressoria includono:
- Il picco A è dato dalla contrazione dell'atrio destro.
- Il minimo av è dovuto al rilassamento dell'atrio destro e alla chiusura della valvola tricuspide.
- Il picco C riflette l'aumento di pressione nel ventricolo destro all'inizio della sistole e il conseguente rigonfiamento della valvola tricuspide - che si è appena chiusa - nell'atrio destro.
- Il minimo X si verifica quando il ventricolo si contrae e si accorcia durante la fase di espulsione, successivamente in sistole. Il cuore accorciato - con la valvola tricuspide ancora chiusa - tira la valvola si apre, il picco v inizia a scemare.
- Il minimo Y riflette una caduta della pressione atriale destra durante un rapido riempimento ventricolare, poiché il sangue lascia l'atrio destro attraverso una valvola tricuspide aperta ed entra nel ventricolo destro. L'aumento della pressione venosa dopo il minimo y si verifica quando il ritorno venoso continua a fronte di un ridotto riempimento ventricolare.

## La vena giugulare secondo la cultura moderna
Nella cultura popolare della televisione e dei film d'azione ricchi di violenza la vena giugulare viene spesso confusa con la carotide o con le arterie che irrorano la parte centrale del collo e viene identificata come la causa dei forti spruzzi di sangue fuoriuscenti dalle vittime di sgozzamenti o gravi ferite sulla parte centrale del collo, nei pressi del pomo d'Adamo. Inoltre la vena giugulare è solitamente il principale bersaglio dei vampiri, dato che tale vena si trova in una posizione particolarmente adatta per mordere e succhiare il sangue.
La vena giugulare si ricorda storicamente anche perché l'arciduca Francesco Ferdinando d'Asburgo-Este venne colpito a morte da una pallottola proprio sulla vena giugulare e questa fu una concausa per l'inizio della prima guerra mondiale.